# Станіславув (Варшавський-Західний повіт)
Станіславув (пол. Stanisławów) — село в Польщі, у гміні Старі Бабиці Варшавського-Західного повіту Мазовецького воєводства.
Населення — 148 осіб (2011).
У 1975-1998 роках село належало до Варшавського воєводства.

## Демографія
Демографічна структура станом на 31 березня 2011 року:
|          | Загалом | Допрацездатний вік | Працездатний вік | Постпрацездатний вік |
| -------- | ------- | ------------------ | ---------------- | -------------------- |
| Чоловіки | 74      | 19                 | 47               | 8                    |
| Жінки    | 74      | 14                 | 43               | 17                   |
| Разом    | 148     | 33                 | 90               | 25                   |